# Alan Bullock
Alan Louis Charles Bullock (Trowbridge, Wiltshire, Inglaterra, 13 de diciembre de 1914 – Oxfordshire, 2 de febrero de 2004), fue un historiador británico, célebre por su trabajo biográfico sobre Adolf Hitler. Fue ennoblecido con el título de barón de Bullock. 

## Biografía
Alan Bullock nació en Trowbridge, en el condado de Wiltshire, Inglaterra, donde su padre trabajaba en jardinería y pastoreo. Ganó una escolaridad en el Wadham College, de la universidad de Oxford, donde estudió historia del período clásico y el moderno. Luego de graduarse, en 1938, trabajó como asistente de investigación para Winston Churchill, cuando escribió su Historia de los Angloparlantes. Durante la Segunda Guerra Mundial Bullock trabajó para la BBC. Luego de la guerra regresó a Oxford como miembro histórico del New College de Oxford.
Fue fundador del St. Catherine's College de Oxford, un colegio para estudiantes universitarios y de postgrado, dividido entre estudiantes de ciencias y artes. Para la fundación utitizó grandes créditos. Posteriormente fue vicerrector a tiempo completo de la universidad de Oxford.
En 1952, Bullock publicó Hitler. Un estudio sobre la tiranía, su primera biografía integral de Hitler, basada en las transcripciones de los juicios de Núremberg. El libro estaba enfocado desde los estudios escolares de Hitler, caracterizaba a Hitler como un político oportunista. Según Bullock, Hitler era un charlatán, un aventurero con carencia de principios, creencias o escrúpulos cuyas acciones a través de su carrera fueron motivadas únicamente por un deseo de poder. El punto de vista de Bullock lo llevó a debatir en la década de 1950 con Hugh Trevor-Roper, quien argumentaba que Hitler sí poseía creencias —no obstante la condición repugnante de estas— y sus actos estaban motivados por ellas.
En los años siguientes, Bullock cambió en parte su mirada sobre Hitler tomando una postura más ecléctica. Sus trabajos siguientes muestran a un Hitler mucho más ideólogo, que persigue las ideas expresadas en Mein Kampf a pesar de sus consecuencias. Este punto de vista fue ampliamente aceptado, particularmente en relación con el Holocausto.
En 1985 escribió La Tradición humanista en el Oeste y Vida y Tiempo de Ernest Bevin, una biografía en tres volúmenes del ministro del partido laborista británico Ernest Bevin. También fue editor de The Harper Dictionary of Modern Thought (1977).
En la mitad de la década de los setenta Bullock elaboró un influyente informe sobre la lectura y enseñanza del idioma inglés: A Language for Life, publicado en 1975.
Bullock fue durante su vida partidario del ala moderada del partido laborista y sus ideas influyeron en sus trabajos. En la década de 1970 trabajó en una comisión creada por el partido laborista sobre cogestión. El informe resultante recibió algo de apoyo pero también oposición de los sindicatos y nunca fue implantado.
En los años siguientes publicó Hitler and Stalin. Parallel Lives (1991), un trabajo comparativo entre los líderes de sendos regímenes de naturaleza equiparable. El escritor estadounidense Ronald Spector, en un artículo del Washington Post, elogió la habilidad de Bullock para escribir sobre el desarrollo del nazismo y el comunismo soviético sin caer en la generalización y el detallismo atroz.
Bullock fue nombrado caballero en 1972, convirtiéndose en Sir Alan Bullock. Y en 1976 fue investido Barón Bullock, aunque en sus obras siguió apareciendo su nombre original.
En mayo de 1976 fue condecorado con el grado honorario de la Open University como doctor de la Universidad.

## Obra
- Hitler. A Study in Tyranny. London, 1952 (castellano Hitler. Estudio sobre la Tiranía. Droste, Düsseldorf, 1953).

- History, Civilization from its Beginnings. London, 1962.

- Mother Russia (deutsch Russland, gestern und heute. Humboldt, Múnich, 1971).

- Hitler and Stalin. Parallel Lives. 1991 (deutsch Hitler und Stalin. Parallele Leben. Siedler, Berlín 1991).[16][17][18][19]